# Amt für Verfassungsschutz Thüringen
Das Amt für Verfassungsschutz Thüringen (AfV) ist seit dem 1. Januar 2015 als Abteilung des Thüringer Ministeriums für Inneres und Kommunales, deren Aufgabe in der Bekämpfung von Extremismus und Spionageabwehr liegt. Hierbei verwendet sie auch nachrichtendienstliche Mittel. Im Haushaltsjahr 2023 verfügte die Behörde über 105 Mitarbeiterstellen und ein Gesamtbudget von 8,5 Millionen Euro.

## Auftrag
Aufgabe des Amtes für Verfassungsschutz ist es, den zuständigen Stellen zu ermöglichen, rechtzeitig die erforderlichen Maßnahmen zur Abwehr von Gefahren für die freiheitlich demokratische Grundordnung, den Bestand und die Sicherheit des Bundes und der Länder zu treffen.

## Aufbau
Dem Präsidenten als Leiter des Amtes unterstehen folgende Organisationseinheiten (Stand: 31. März 2025):
- Stabsstelle Controlling
- Referat 50: Grundsatz- und Rechtsangelegenheiten, G 10, Gremienarbeit
- Referat 51: Auswertung Ausländerextremismus/Islamismus
- Referat 52: Auswertung Rechtsextremismus/Linksextremismus, TIAZ
- Referat 53: Beschaffung
- Referat 54: Querschnittsaufgaben
- Referat 55: Geheimschutz, Spionageabwehr, Scientology

Der Thüringer Verfassungsschutz verfügte im Haushaltsjahr 2023 über 105 Stellen und Planstellen. Für die Wahrnehmung seiner Aufgaben waren ihm durch das Haushaltsgesetz Mittel in Höhe von 8.500.100 Euro zugewiesen.
Etat des ehemaligen Thüringer Landesamtes für Verfassungsschutz:

## Leitung des Amtes
Am 2. September 1992 ordnete Ministerpräsident Bernhard Vogel an, dass der Behördenleiter die Amtsbezeichnung „Präsident des Landesamtes für Verfassungsschutz“ führt.
| Zeitraum  | Name              | Funktion                                                                                            | Bemerkung |
| --------- | ----------------- | --------------------------------------------------------------------------------------------------- | --- |
| bis 1994  | Harm Winkler      | Amtsleiter, Präsident des Landesamtes für Verfassungsschutz                                         | |
| 1994–2000 | Helmut Roewer     | Präsident des TLfV                                                                                  | U. a. aufgrund einer Veruntreuungsaffäre um die Tarnfirma Heron Verlagsgesellschaft zunächst suspendiert, dann in den Ruhestand versetzt.                                                                          |
| 2000–2012 | Thomas Sippel     | Präsident des TLfV                                                                                  | Wegen seiner Informationspolitik zum Nationalsozialistischen Untergrund in den einstweiligen Ruhestand versetzt.                                                                                                   |
| 2012–2015 | Roger Derichs     | Stellvertreter des Präsidenten des TLfV (bis 31. Dezember 2014) Vizepräsident (seit 1. Januar 2015) | Von Juli 2012 bis November 2015 war das Amt des Präsidenten vakant; die Behörde wurde kommissarisch vom Vizepräsidenten geleitet.                                                                                  |
| seit 2015 | Stephan J. Kramer | Präsident des AfV                                                                                   | Der ehemalige Generalsekretär des Zentralrats der Juden in Deutschland wurde am 19. November 2015 von Innenminister Holger Poppenhäger als neuer Präsident des AfV vorgestellt. Er trat das Amt am 1. Dezember an. |

## Rechtsgrundlage
Rechtsgrundlage der Arbeit des AfV ist das Thüringer Verfassungsschutzgesetz (ThürVerfSchG) vom 8. August 2014 (GVBl. 2014, 529).

## Kontrolle
Die Arbeit in den Referaten im AfV unterliegt der fortlaufenden Kontrolle durch die Stabsstelle Controlling, die unmittelbar dem Präsidenten unterstellt ist. Eine parlamentarische Überwachung erfolgt durch Unterrichtung der Parlamentarischen Kontrollkommission des Landtags durch den Minister sowie die sogenannte G10-Kommission. In besonderen Fällen kann die Parlamentarische Kontrollkommission auch die direkte Berichterstattung durch die Stabsstelle Controlling verlangen.

## Bekannte V-Leute
- Kai-Uwe Trinkaus,[20] war 2007 und 2008 Kreisvorsitzender der NPD-Erfurt und wurde Ende 2008 Landesvorsitzender der DVU. Er arbeitete zwischen Mai 2006 und September 2007 im Auftrag des Thüringer Landesamtes für Verfassungsschutz. 2012 enttarnte er sich öffentlich in Gesprächen mit Journalisten und gab an, von seinem V-Mann-Führer eine Liste mit Adressen und Namen von elf Antifaschisten erhalten zu haben, die auf der Homepage der Erfurter NPD veröffentlicht wurde. Die Staatsanwaltschaft Erfurt konnte nicht aufklären wie diese Namen aus polizeilichen Ermittlungsverfahren zur NPD gelangt waren.[21] Das TLfV widersprach seinen Behauptungen in einer Pressemitteilung.[22] Darüber hinaus äußerte er, dass er den bereits 2007 enttarnten Neonazi Andy F., der als Praktikant die Linksfraktion im Thüringer Landtag und den Landesverband der Jusos ausspioniert hatte, hierzu angeleitet und dies auch mit dem Landesamt für Verfassungsschutz abgesprochen hätte Doch auch davon wollte das TLfV im Vorhinein nichts gewusst haben.
- Tino Brandt, von 1994 bis 2001 für das Landesamt für Verfassungsschutz Thüringen tätig; treibende Kraft im neonazistischen Kameradschaftsnetzwerk „Thüringer Heimatschutz“; seit 1999 in der NPD; seit April 2000 stellvertretender Landesvorsitzender der NPD.
- Marcel Degner,[23] Kassenwart und Sektionsleiter von Blood and Honour
- Thomas Dienel,[24] gründete die Deutsch-Nationale Partei (DNP)[25] und war bis 2000 V-Mann.[26][27] Im Jahr 1992 stellte Bundesinnenminister Rudolf Seiters einen Antrag beim Bundesverfassungsgericht, ihm die Grundrechte nach Art. 18 Grundgesetz zu entziehen.[28] Der Antrag wurde aber vom Bundesverfassungsgericht abgewiesen. Zu diesem Zeitpunkt war das Bundesinnenministerium plötzlich davon überzeugt, dass er keine Gefahr für die freiheitlich-demokratische Grundordnung darstelle.[29]
- Manfred Reich[30]

Im März 2015 beschloss die rot-rot-grüne Landesregierung, alle V-Leute des Amts für Verfassungsschutz abzuschalten. Dabei gibt es aber Ausnahmen für konkrete terroristische Bedrohungen, auf die sich Ministerpräsident und Innenminister mit Absprache der parlamentarischen Kontrollkommission des Landtags einigen können; 2015 gab es keine V-Leute mehr in der rechten Szene, aber bei Salafisten und im Umfeld der kurdischen PKK.

## Affären und Kontroversen
Der Mitte der 1990er Jahre im Raum Coburg gegründete „Fränkische Heimatschutz“ wurde von einem V-Mann des thüringischen Verfassungsschutzes geleitet.
Ende der 1990er Jahre führte das Landesamt mit beträchtlichem finanziellen Aufwand zahlreiche V-Leute in der rechtsextremen Szene (siehe auch die aufwändige, aber ineffektive „Operation Rennsteig“). Einer der V-Leute, Tino Brandt, leitete den Thüringer Heimatschutz, aus dem heraus 1998 nach einigen geplanten Sprengstoffanschlägen drei Mitglieder die terroristische Vereinigung Nationalsozialistischer Untergrund (NSU) bildeten, nämlich Uwe Mundlos, Uwe Böhnhardt und Beate Zschäpe. Der NSU verübte 2000 bis 2006 eine Mordserie an neun Migranten. Außer den hinrichtungsartigen Morden begingen Mundlos und Böhnhardt drei Bombenanschläge, darunter den Nagelbombenanschlag in Köln, und 15 Banküberfälle (siehe Verbrechen des NSU). Noch während des Untertauchens hielt Brandt Kontakt zum NSU-Trio und erhielt 1998 den Auftrag des Landesamtes, gegen eine Sondervergütung an das NSU-Trio heranzukommen; unter anderem erhielt er Geld, das er dem NSU-Trio für gefälschte Reisepässe zukommen lassen sollte. Bei einem Telefonat Brandts mit dem NSU im März 1999 versäumte es das Landesamt für Verfassungsschutz, das Gespräch mitzuhören und das Landeskriminalamt zu informieren. Bis 2001 erhielt das Landesamt insgesamt 47 Quellenhinweise zum NSU-Trio, die meisten davon lieferte Brandt, es konnte jedoch nicht nachgewiesen werden, ob einer der V-Leute Kenntnis der Taten oder auch nur des Aufenthaltsorts hatte. Der NSU-Experte Tanjev Schultz urteilte 2018, das Landesamt habe seine vielen Spitzel in der rechten Szene schlecht genutzt; es sei in der Behörde „drunter und drüber“ gegangen.
Die nachrichtendienstliche Überwachung des heutigen thüringischen Ministerpräsidenten Bodo Ramelow begann ebenfalls unter Roewer in den 1990er Jahren. Die Überwachung des Parlamentariers durch das Landesamt wurde seitens des Innenministeriums auf Drängen Ramelows später eingestellt und durch das Bundesamt für Verfassungsschutz vom Bundesverfassungsgericht im Oktober 2013 für verfassungswidrig befunden.
Im Auftrag des thüringischen Innenministers Christian Köckert (CDU) untersuchte der ehemalige hessische Justizstaatssekretär Karl Heinz Gasser (CDU) im Jahr 2000 die Amtsführung des damaligen Verfassungsschutzpräsidenten Helmut Roewer. Gasser stellte gravierende Fehler bei Personalwahl, -struktur und -führung fest, so dass er die Neuausrichtung des Landesamtes in den Jahren 1994 bis 1999 als misslungen bezeichnete. Die Einstellung von jungen Hochschulabsolventen als Führungskräften führte zu ständigem Streit zwischen altgedienten Geheimdienstlern und ihren neuen Vorgesetzten. So wurde ein Beamter, der eine Entscheidung seines Chefs als unsinnig kritisierte, von Roewer kurz darauf verpflichtet, stündlich einen schriftlichen Bericht über seine Arbeit abzugeben. Eine Fachaufsicht durch das Innenministerium war praktisch jahrelang ausgeschaltet, da Roewer darauf bestand, ausschließlich Köckerts Vorgänger Richard Dewes (SPD) zu berichten, ohne dass das zuständige Aufsichtsreferat über den Inhalt der Gespräche informiert wurde. Auch Dewes Nachfolger Köckert habe trotz eines Brandbriefes des Personalrats nicht auf die chaotische Situation in Roewers Behörde reagiert. Der Bericht blieb zunächst Verschlusssache, Roewer wurde aber im gleichen Jahr aufgrund einer Veruntreuungsaffäre um die Tarnfirma Heron-Verlag suspendiert. Erst als Roewer im Zuge der NSU-Affäre wieder ins öffentliche Interesse rückte, gelangte der Gasser-Bericht in die Medien.
Der Thüringer NSU-Untersuchungsausschuss hält behördliche Sabotage beim Informationsaustausch zwischen dem Thüringer Verfassungsschutz und dem LKA für möglich. So sollen V-Leute vor anstehenden polizeilichen Durchsuchungen in der rechten Szene gewarnt worden sein.
Wegen gewerbsmäßigen Bandenbetrugs gab es im März 2012 mehrere umfangreiche Hausdurchsuchungen bei ehemaligen V-Leuten des Thüringer Verfassungsschutzes; unter den Beschuldigten befindet sich auch Brandt.
Im Dezember 2015 wurde Stephan J. Kramer Präsident des AfV. Kramer verfügt nicht über die Befähigung zum Richteramt, obwohl laut dem Thüringer Verfassungsschutzgesetz (§ 2) das Amt des Präsidenten nur einer Person übertragen werden soll, „die die Befähigung zum Richteramt besitzt.“
Die AfD Thüringen strengte im Jahr 2019 aufgrund der durch das Thüringer AfV öffentlich verkündeten Einstufung der Partei als Prüffall ein Organstreitverfahren vor dem Thüringer Verfassungsgerichtshof an. Noch vor der mündlichen Verhandlung wurde der Presse eine E-Mail des damaligen Referatsleiters für Rechtsextremismus zugespielt, in der er mitteilt, dass bei der Einstufung der AfD als Prüffall das fachlich zuständige Referat für Rechtsextremismus auf ausdrückliche Weisung des Präsidenten des AfV Kramer übergangen worden sein soll. Kramer ignorierte zudem weitere seiner eigenen Mitarbeiter, die ihm zuvor von einer Verkündung eines Prüffalles abgeraten hatten. Im Jahr 2021 urteilte das Verwaltungsgericht Weimar, dass der Präsident des Amts für Verfassungsschutz mit der öffentlichen Verkündung des Prüffalls gegen die Verfassung verstoßen hat. Cicero berichtete, dass aus einer gegen Kramer gerichteten Dienstaufsichtsbeschwerde hervorgehe, dass die Einstufung der AfD Thüringen als „Prüffall“ ohne Beteiligung des eigentlich dafür zuständigen Fachbereichs stattgefunden habe. Als der Verfassungsschutz Thüringen die AfD später als „erwiesen rechtsextrem“ hochgestuft habe, habe Kramer außerdem ein „Ergänzungsgutachten“, das die Hochstufung rechtlich problematisierte, unberücksichtigt gelassen.
Abgeordnete von CDU und AfD forderten 2021 die sofortige Entlassung des Präsidenten des AfV wegen fehlender politischer Neutralität, nachdem er Hans-Georg Maaßen die Verwendung „antisemitischer Stereotype“ vorwarf.